# Tecido adiposo marrom
Tecido adiposo marrom (português brasileiro) ou castanho (português europeu) é um dos dois tipos de tecido adiposo existente em mamíferos (o outro é o tecido adiposo branco). É especialmente abundante em recém-nascidos e em mamíferos hibernantes. Recentemente estudos na área comprovam a existência do TAM (tecido adiposo marrom) em adultos humanos também, porém em uma proporção menor comparado aos recém-nascidos.  
Sua função principal é agir como um termogênico em animais mediante a necessidade do corpo por meio da termogenina. Esse processo consiste na ativação do UCP-1, uma proteína mitocondrial responsável pela respiração termogênica presente na membrana interna da  organela e que faz com que a célula gere calor sem sintetizar ATP. Em contraste com adipócitos brancos (células de gordura), que contêm uma única partícula de lipídio, adipócitos marrons contêm numerosas pequenas partículas e uma quantidade muito maior de mitocôndrias. 
O TAM pode ser encontrado em diversas regiões do corpo, normalmente envoltos pelo tecido adiposo branco e sua cor deriva do fato dele ser altamente vascularizado. A presença de ferro no sangue(Na hemoglobina) as confere a tonalidade amarronzada. Pesquisas demonstram também que o indíce de TAM diminui conforme o animal envelhece e está ligado diretamente ao índice de massa corporal (BMI). 
A quantidade de UCP-1 presente na membrana da mitocôndria do TAM pode variar dependendo do estresse térmico recebido pelo animal.  Assim, resultados de uma pesquisa recente comprovaram que a exposição a temperaturas baixas estimulam a termogenia do TAM e novos trabalhos visam analisar a influencia da dieta do animal no estimulo do tecido também. Uma pesquisa publicada pela nature em 2019 demonstrou a estimulação do tecido adiposo marrom em humanos adultos mediante a uma ingestão de cafeina . 

Devido as suas características de rápida geração de calor e metabolismo de macronutrientes como lipídios e glicose, existe atualmente um crescente interesse nos estudos desses tecidos visando associar-los com o combate a obesidade e possivelmente outros problemas metabólicos. 